# 先生さようなら
『先生さようなら』（せんせいさようなら）は、八寿子による日本の漫画作品。『ベツコミ』（小学館）にて、2012年3月号から7月号まで連載された。
担任と女子生徒の淡い恋模様を描いた恋愛漫画。作者の八寿子が学生時代に感じていた学校の空気感を元に描かれている。
連載終了後、同誌2013年6月号（同年5月13日発売）の付録「月刊 八寿子」にて、『ハイライト』のタイトルで本作のスピンオフが掲載された。
2024年1月より、日本テレビ系列にてテレビドラマが放送された。

## あらすじ
高校で美術部に所属する城嶋弥生は恋愛を知らない女子だった。ある日、顧問の田邑拓郎のスケッチブックに1人の女性が描かれているのを見つける。その女性は田邑の高校時代の担任で国語教師・内藤由美子だった。弥生が2年生に進級すると、田邑が担任として初めて弥生のクラスを受け持つことになり、田邑との恋が始まった弥生は、田邑がかつて内藤に恋をしていたことを知る。

## 登場人物
田邑 拓郎（たむら たくろう）
27歳。高校の美術教師。
女子生徒からの人気があり、同僚に疎まれている。
1人のとある生徒に恋を抱く。

城嶋 弥生（きじま やよい）
16歳。高校2年生。田邑のクラスの女子生徒。田邑と恋愛関係になる。

内藤 由美子（ないとう ゆみこ）
高校の国語教師。田邑の元担任。

白石 健太（しらいし けんた）
16歳。弥生のクラスメイトであり、彼女に恋心を抱く。バスケ部のエース。

青山 伸（あおやま しん）
16歳。バスケ部の部員。

赤木 雄（あかぎ ゆう）
16歳。バスケ部の部員。

## 書誌情報
- 八寿子『先生さようなら』 小学館〈ベツコミフラワーコミックス〉、2012年8月24日発売[6]、ISBN 978-4-09-134590-5

- 八寿子『ハイライト』 小学館〈ベツコミフラワーコミックス〉、2013年7月26日発売[7]、ISBN 978-4-09-135439-6

## テレビドラマ
2024年1月23日（22日深夜）から3月26日（25日深夜）まで、日本テレビ系「シンドラ」枠にて放送された。主演は本作が単独での連続ドラマ初主演となる渡辺翔太。

### あらすじ（テレビドラマ）
高校の美術教師であり、生徒からの人気も高い田邑拓郎は、ある日、自分の描いた絵を熱心に見つめる高校2年生の城嶋弥生に声をかける。彼女は生きづらい高校生活を送っており、田邑の声掛けによって「夢中になれるもの」を見つけるきっかけを感じる。実は田邑も高校時代に同じような経験をしており、内藤由美子という地味で冴えない国語教師が書いた恋愛小説に触れ、彼女の意外な一面に惹かれていた。弥生は田邑との交流を通じて恋を知り、彼がかつて内藤に恋をしていたことを知る。

### キャスト

#### 主要人物
田邑拓郎
演 - 渡辺翔太
現在 - 高校の美術教師。美術部顧問。
過去 - 絵を描くのが好きで進路に悩んでいる。内藤先生に好意を寄せている。
城嶋弥生
演 - 林芽亜里
内藤由美子
演 - 北香那
国語教師。拓郎の担任。小説家を目指している。

#### 周辺人物

##### 現代
児玉俊
演 - 須賀健太
樋山レイナ
演 - 川床明日香
白石健太
演 - 中村嶺亜
青山伸
演 - 菅田琳寧
赤木雄
演 - 檜山光成
斉藤全子
演 - 倉沢杏菜
真野さくら
演 - 嶋貫妃夏
森花
演 - 入江華音
林凜
演 - 森田優羽
堀江美紗子
演 - 深尾あむ
馬渕仙子
演 - 伊藤愛依海
田中亮司
演 - 大知
鈴木優磨
演 - 水野哲志
稲毛哲也
演 - 片桐仁

##### 過去
児玉俊
演 - 須賀健太
小林真奈
演 - 駒井蓮
大木舞
演 - 時岡怜美
瀬戸雄大
演 - 中津川巧
田沢勇
演 - 古本新乃輔
由美子の同僚教師。生徒指導担当。
滝川洋子
演 - 稲沢朋子
由美子の学校の校長。
堀江美紗子
演 - 深尾あむ
黒崎貴文
演 - 古河耕史

### スタッフ
- 原作 - 八寿子『先生さようなら』『ハイライト』（小学館「ベツコミフラワーコミックス」刊）[9]
- 脚本 - 渡邉真子[5]
- 音楽 - 櫻井美希[9]、田渕夏海[9]
- 主題歌 - Snow Man「We'll go together」（MENT RECORDING）[5]
- 演出 - 池田千尋[5]、高橋名月[5]
- 総合編成センター - 鈴木淳一[9]、藤澤季世子[9]、明石広人[9]
- チーフプロデューサー - 三上絵里子[9]、島本講太[9]
- プロデューサー - 久保田充[9]、松永洋一[9]
- 協力プロデューサー - 杉山葉香[9]
- 制作協力 - R.I.S Enterprise
- 製作著作 - 「先生さようなら」製作委員会

### 放送日程
| 話数   | 放送日  | サブタイトル               | 演出     |
| ------ | ------- | -------------------------- | -------- |
| 第1話  | 1月23日 | 初めて恋した人は先生でした | 池田千尋 |
| 第2話  | 1月30日 | 先生の特別になりたい       | 池田千尋 |
| 第3話  | 2月06日 | 先生の好きな人             | 池田千尋 |
| 第4話  | 2月13日 | 秘密の恋                   | 高橋名月 |
| 第5話  | 2月20日 | 先生の告白                 | 高橋名月 |
| 第6話  | 2月27日 | 先生のためにできること     | 池田千尋 |
| 第7話  | 3月05日 | 先生、振り向いて           | 池田千尋 |
| 第8話  | 3月12日 | 僕の誕生日                 | 松永洋一 |
| 第9話  | 3月19日 | ありふれた日常             | 池田千尋 |
| 最終話 | 3月26日 | 好きになってよかった       | 池田千尋 |

### 放送局
| 放送期間                | 放送時間                     | 放送局         | 対象地域   | 備考   |
| ----------------------- | ---------------------------- | -------------- | ---------- | ------ |
| 2024年1月23日 - 3月26日 | 火曜 0:59 - 1:29（月曜深夜） | 日本テレビ     | 関東広域圏 | 製作局 |
|                         |                              | 札幌テレビ     | 北海道     |        |
|                         |                              | ミヤギテレビ   | 宮城県     |        |
|                         |                              | テレビ金沢     | 石川県     |        |
|                         |                              | 山梨放送       | 山梨県     |        |
|                         |                              | 静岡第一テレビ | 静岡県     |        |
|                         |                              | 四国放送       | 徳島県     |        |
|                         |                              | 熊本県民テレビ | 熊本県     |        |
|                         | 火曜 1:29 - 1:59（月曜深夜） | 福岡放送       | 福岡県     |        |
| 2024年1月26日 - 3月29日 | 金曜 2:04 - 2:34（木曜深夜） | 中京テレビ     | 中京広域圏 |        |
| 2024年1月29日 -         | 月曜（日曜深夜）             | 読売テレビ     | 近畿広域圏 |        |
| 2024年2月3日 -          | 土曜 1:59 - 2:29（金曜深夜） | 北日本放送     | 富山県     |        |

| 日本テレビ シンドラ                                 | 日本テレビ シンドラ                        | 日本テレビ シンドラ |
| 前番組                                              | 番組名                                     | 次番組              |
| --------------------------------------------------- | ------------------------------------------ | ------------------- |
| 君が死ぬまであと100日 （2023年10月24日 - 12月26日） | 先生さようなら （2024年1月23日 - 3月26日） | 廃枠                |